# Grand-Béréby
Grand-Béréby este o comună din regiunea Bas-Sassandra, Coasta de Fildeș.